# Riccardo Wagner
Riccardo Wagner (* 1974 in Gera) ist ein deutscher Kommunikationswissenschaftler und Autor. Er ist Leiter der Media School, Studiendekan sowie Professor für Nachhaltiges Management und Kommunikation an der Hochschule Fresenius in Köln.

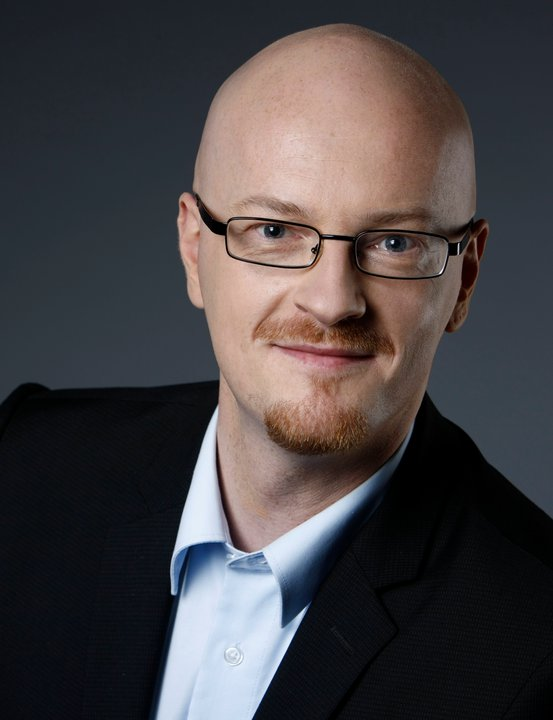
Riccardo Wagner

## Leben und Arbeit
Wagner wuchs in Altenburg (Bezirk Leipzig) in einer „typischen Arbeiterfamilie“ und ab 1989 in Hamburg auf. Er absolvierte Ausbildungen zum staatlich geprüften Chemisch-technischen Assistenten und – bei der Deutschen Bank Hamburg – zum Bankkaufmann, ferner ein Volontariat als Finanz- und Wirtschaftsjournalist beim Hamburger Bauer Verlag, Redaktion Geldidee und Das Wertpapier.
Berufsbegleitend studierte er Geschichte, Politik und Literaturwissenschaft an der Fernuniversität Hagen (Abschluss B.A.) und Unternehmenskommunikation an der FHM Bielefeld (Abschluss M.A.). Am Institut für Politik- und Kommunikationswissenschaft der Philosophischen Fakultät der Universität Greifswald wurde er bei Stefan Wehmeier mit einer Arbeit zur internen Change-Kommunikation (Titel: Sensemaking & Sensegiving; Institutionalisierung von Unternehmensverantwortung durch interne Kommunikation) zum Dr. phil. in Kommunikationswissenschaften, Schwerpunkt Organisationskommunikation, promoviert.
Wagner leitet seit 2009 den gemeinsamen Arbeitskreis CSR-Kommunikation der Deutschen Public Relations Gesellschaft und des Deutschen Netzwerks Wirtschaftsethik. In dieser Funktion initiierte und organisiert er den Deutschen CSR-Kommunikationskongress mit.
Er ist seit 2020 Mitglied im Kuratorium Wissenschaft des B.A.U.M. ev
Seine Lehr- und Forschungsschwerpunkte sind Nachhaltigkeitskommunikation/-marketing- und Management, Wirtschaft- und (katholische) Sozialethik und Philosophie. Zu seinen Beratungsschwerpunkten zählt die digitale und nachhaltige Transformation von Kommunikation und Management.
Wagner wohnt mit seiner Familie in Brühl (Rheinland). Er ließ sich 2024 in Köln in der Dominikanerkirche St. Andreas katholisch taufen.

## Publikationen (Auswahl)
- CSR & Social Media (Springer Gabler)
- CSR & Interne Kommunikation (Springer Gabler)
- Effektive interne CSR-Kommunikation (Springer Gabler)
- Journalismus & Unternehmenskommunikation[14] (Springer Gabler)